# Cameron Car Company
Cameron (Кемерон) — з 1902 року американський виробник автомобілів. Штаб-квартира розташована в Стемфорді, штат Коннектикут. У 1921 році компанія припинила виробництво автомобілів.

## Еверітт Кемерон
Еверітт Кемерон виріс в місті Броктон, штат Массачусетс. Він рано почав працювати, спочатку помічником торговця парових механізмів, незабаром він захоплюється велосипедами, на які в кінці 19 століття був бум. Захоплення велосипедами привело його в велоспорт, Кемерон проектує велосипед, який важить в половину менше тоді існуючих, і ,звичайно, виграє перегони, на хвилі успіху він став виробляти свої велосипеди. В 1899 році він розуміє, що майбутнє за безкінними екіпажами, і будує свій перший паромобіль. Потім засновує фірму Eclipse. Побудувавши 25 паровиків, він кидає захоплення паровими машинами і переключається на автомобілі з бензиновим мотором. А фірму «Екліпс» він продає, до речі, парові автомобілі його фірми стали першими розвізними автомобілями американської пошти.

## Заснування компанії. Початок виробництва автомобілів
В 1901 році його наймає Джеймс Браун, господар текстильної фірми Brown Machinery Company з Род Айленда. Той мріє виробляти автомобілі, і в 1902 році з'являється перший автомобіль, що носить назву Cameron Runabout.
Це був одноциліндровий автомобіль, мотор повітряного охолодження якого розвивав 5 сил. Це було дуже маленьке авто, його база дорівнювала 1.82 м.
В 1903 році автомобіль пішов у серію, його база була збільшена на 10 см. Для того часу він мав досить передову конструкцію, бо мотор, який тепер розвивав 9 сил, був розташований спереду, в добавок для кращого охолодження був встановлений вентилятор; 2-ступінчаста коробка передач передавала момент до заднього моста через кардан; замість важеля було кермо; важіль перемикання передач розташовувався на кермі, як у більшості сучасних американських автомобілів, а найголовніше — водій перебував з лівого боку. Але при всіх цих інноваціях колеса автомобіля були з литої гуми, а не на пневматиках.
За 1903 рік було побудовано близько 50 автомобілів.
Через рік одноциліндрову модель припинили випускати, а модельний ряд склали 2- і 4-циліндрові автомобілі.
Model H мала кузов «Ранебоут» і 2-циліндровий 10-сильний мотор;
Model I мала кузов «Тонно» і той же мотор;
Model J також мала 2-циліндровий мотор, але розвиваючий 15 сил, кузов називався «Спешл Суррей»;
Model K був аналогічний попередній, тільки мав 2-місний кузов «Ранебоут».
А завершувала програму Model L, яка мала кузов «Тонно», але мала 4-циліндровий двигун, який також розвивав 15 к.с..
Всі автомобілі мають 3-ступінчасту коробку передач.
Однак в 1905 році містер Браун вирішує припинити виробництво автомобілів, і Кемерон переносить виробництво в своє рідне місто — Броктон.
Там він починає виробляти нові автомобілі, база машини тепер має довжину в 2.4 м.
Як додаткове обладнання клієнти можуть замовити фари спереду і ззаду, фару-шукач, інструменти і гудок.
До 1908 року, судячи з усього, продажі йшли непогано, тому що незабаром виробничих потужностей стало не вистачати, і фірма Cameron Car Co купує заводські потужності фірми Beverly Autoimobile, яка сама переїхала в нові приміщення, однак заводи знаходяться в місті Беверлі, куди в січні і переїхала фірма, окрім іншого відкрили ще один завод в місті Нью-Лондон штату Коннектикут.

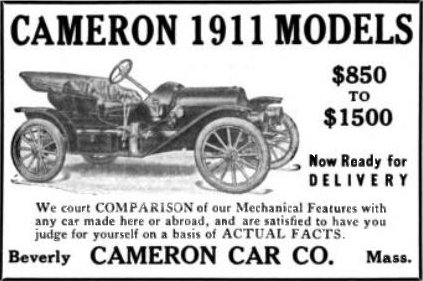
Cameron Model 11

На новому місці з'являються нові моделі: Model 11 — 6-циліндровий автомобіль, розвиваючий 36 сил при об'ємі мотора в 4.2 л, він мав кузови Touring Car, Roadster і Runabout.
Model 14 — 4-циліндрове 2.8 л 24-сильне авто з кузовом Roadster.
Model 15 було те ж 4-циліндрове авто з кузовом, який фірма називала Featherweight Flyer, він був 2-місним і мав дах.
Model 16 мав 5-місний кузов Touring.
У тому ж році Кемерон виставляє один автомобіль на один з етапів «кубка Вандербілда» — Nassau Sweepstakes, де він займає 2 місце, поступившись першим місцем «Б'юіку».
А через рік завойовує 1 місце в гонках «Dead Horse Hill Climb» з підйому в гору.
До 1912 року виробнича програма не змінювалася істотно, в 1912 році з'являється так званий швидкісний постачальний автомобіль, який ідеально підходить для лікарів, торгового агента та іншого дрібного підприємця, який завжди в поспіху.
Автомобілі цього періоду відрізняються подвійною системою запалювання фірми «Ремі», стандартними фарами і генераторами.
1912 рік ознаменувався черговим переїздом, цього разу в Уест Хевен, а також відмовою від двигунів з повітряним охолодженням.
4-циліндрові 2.9 л машини, потужністю 24 сили, отримують індекс 28 і 29, а 6-циліндрові 4.4 л (36 к.с.) — 30 і 32. 4-циліндрові мотори розвивають 30 сил. Всі автомобілі комплектуються 4-ступінчастими коробками передач. Як додаткове обладнання пропонуються: радіатор з іншим, загостреним дизайном, електричні фари і стартер; тент, який має мохерову обробку зсередини і бічні тенти; лобове скло; спідометр; інструменти; комплект для латання дірок в покришках, а також насос і домкрат.
Через 2 роки фірма знову змінює місце дислокації, тепер вони переїжджають в Нью-Хевен, колишні моделі замінюються на автомобіль, який носить назву Series 1914, машина має тільки 1 тип мотора — 4-циліндровий, об'ємом 3.4 л, кузови відрізняються стандартними лобовими стеклами, які встановлені під нахилом.
В 1916 році їй на зміну приходить 6-циліндрова модель з мотором, об'ємом 3.5 л.
А на наступний рік знову фірма переїжджає, цього разу в місто Норволк, все в тому ж штаті Коннектикут.
Машина отримує індекс «Серіес 1917», вона комплектується мотором фірми Amco, він має 6 циліндрів і робочий об'єм в 3.4 л, податкова потужність — 22.5 к.с., але коробка передач тепер була 3-ступінчаста.
Ці автомобілі обладнувалися тільки двома типами кузовів, в той час як останні попередники мали 5 варіантів кузова, кузов фарбувалися в 3 кольори: коричневий, бордовий і кремовий.
Цікавою родзинкою була регульована задня підвіска, яку водій міг міняти механічно, в залежності від дорожніх умов і завантаження авто.

## Припинення виробництва автомобілів. Закриття компанії
В 1919 році відбувається останній переїзд фірми, в місто Стемфорд. Там вони відновлюють виробництво 4-циліндрових 3.1 л автомобілів, потужністю 30 сил, які отримують індекс 55. Машини оснащуються моторами, що мають повітряне охолодження, вони були у виробництві до 1921 року. Фірма остаточно збанкрутувала, а Еверітт Кемерон переключився на виробництво двигунів для літаків і морських суден.
За 20 років Кемерон випустив близько 3500 автомобілів.

## Список автомобілів Cameron
- 1903 — Cameron Runabout
- 1904 — Cameron Model H
  - Cameron Model I
  - Cameron Model J
  - Cameron Model K
  - Cameron Model L
- 1909 — Cameron Model 11
  - Cameron Model 14
  - Cameron Model 15
  - Cameron Model 16
- 1912 — Cameron Special Delivery
  - Cameron Model 28
  - Cameron Model 29
  - Cameron Model 30
  - Cameron Model 32
- 1914 — Cameron Series 1914
- 1916 — Cameron Six Series 1916
- 1917 — Cameron Six Series 1917
- 1919 — Cameron Model 55